# 姆亞索扎里夫卡
49°26′33″N 37°54′25″E / 49.44250°N 37.90694°E
姆亞索扎里夫卡（烏克蘭語：М'ясожарівка），2016年前名為阿爾捷米夫卡（烏克蘭語：Артемівка）是位於烏克蘭東部的村莊，由盧甘斯克州斯瓦托韋區的科洛梅奇哈市鎮負責管轄。該村始建於1953年，面積0.89平方公里，海拔高度144米，2001年人口37。